# نوئل واندرنوت
نوئل واندرنوت (فرانسوی: Noël Vandernotte‎؛ زادهٔ ۲۵ دسامبر ۱۹۲۳ – درگذشته ۱۹ ژوئن ۲۰۲۰) قایقران روئینگ اهل فرانسه بود. واندرنوت در رشته روئینگ در بازی‌های المپیک تابستانی ۱۹۳۶ به رقابت پرداخت.  او فرزند فرناند واندرنوت و برادرزاده مارسل واندرنوت بود. او در سال ۱۹۳۶ در مسابقات روئینگ دونفره بدون سکان و همچنین در چهار رقابت مشترک، مدال برنز مسابقات روئینگ فرانسه را بدست آورد.
وی همچنین برندهٔ جوایزی همچون لژیون دونور شد و در ۱۹ ژوئن ۲۰۲۰ درگذشت.
واندرنوت در مسابقات کشوری و بین‌المللی در مجموع برندهٔ ۱مدال نقره، ۲ مدال برنز شده‌است.